# 1946 en science-fiction
| Années de la science-fiction : 1943 - 1944 - 1945 - 1946 - 1947 - 1948 - 1949    |
| Décennies de la science-fiction : 1910 - 1920 - 1930 - 1940 - 1950 - 1960 - 1970 |

L'année 1946 a été marquée, en matière de science-fiction, par les événements suivants.

## Naissances et décès

### Naissances
- 26 février : Phyllis Eisenstein, écrivain américain, morte en 2020.
- 3 juillet : Michael Shea, écrivain américain, mort en 2014.
- 15 septembre : Howard Waldrop, écrivain américain, mort en 2024.
- 18 novembre : Alan Dean Foster, écrivain américain.

### Décès
- 13 août : H. G. Wells, écrivain et journaliste britannique, né en 1866, mort à 79 ans.

## Prix de science-fiction

### Prix Hugo
Les prix ont été décernés rétroactivement en 1996.
- Roman : Le Mulet (The Mule) par Isaac Asimov
- Roman court : La Ferme des animaux (Animal Farm) par George Orwell
- Nouvelle longue : Premier Contact (First Contact) par Murray Leinster
- Nouvelle courte : Le Septième Sens (Uncommon Sense) par Hal Clement
- Film ou série : Le Portrait de Dorian Gray, réalisé par Albert Lewin
- Éditeur professionnel : John W. Campbell, Jr.
- Artiste professionnel : Virgil Finlay
- Magazine amateur : Voice of the Imagi-Nation (Forrest J Ackerman, éd.)
- Écrivain amateur : Forrest J Ackerman
- Artiste amateur : William Rotsler

## Parutions littéraires

### Romans
- Le Drame de l'an 3000 par Aimé Blanc.

### Nouvelles
- La Cure par Henry Kuttner et Catherine Lucille Moore.
- Saison de grand cru par Henry Kuttner et Catherine Lucille Moore.

## Sorties audiovisuelles

### Films
- Le Pays sans étoiles par Georges Lacombe.
- L'Ennemi sans visage par Robert-Paul Dagan et Maurice Cammage.